# Andromeda (mytologie)
Andromeda (řecky Ανδρομέδη, latinsky Andromeda) je v řecké mytologii dcerou etiopského krále Kéfea a jeho manželky Kassiopeie. Stala se manželkou Persea, vnuka argejského krále Akrisia.

## Příběh
Pýcha královny Kassiopeie přinesla celé zemi a zejména královské dceři Andromedě velkou pohromu. Královnina pýcha došla až tak daleko, že se vyvyšovala nad mořské bohyně Néreovny a tvrdila, že by nad nimi vyhrála v soutěži krásy. Mořský bůh Poseidón za trest seslal na království potopu a navíc mořskou obludu, která zemi těžce sužovala. Král vyhledal pomoc věštírny a její odpověď zněla jednoznačně: má-li být zachráněno království, musí být obludě obětována královská dcera Andromeda. A tak se stalo, že nahá Andromeda byla přikována ke skále na pobřeží a tam ponechána jako oběť obludě.
To bylo právě v době, kdy se hrdina Perseus vracel z nebezpečné cesty, na níž v těžkém boji usmrtil Gorgonu Medúsu a její smrtící hlavu nesl Polydektovi, králi na ostrově Serifos. Perseus měl ještě dary bohů, které mu pomáhaly - okřídlené střevíce, přilbu neviditelnosti a kouzelný meč. Když z výšky zahlédl nahou dívku na mořském břehu, snesl se na zem, kde nedaleko úzkostně sledovali svou dceru královští rodiče. Krátce s nimi promluvil a uzavřeli dohodu, že když Andromedu osvobodí, stane se jeho manželkou. Rodiče souhlasili a Perseus vybojoval s obludou dlouhý a těžký zápas. Nakonec se vítězství přiklonilo k Perseovi a Andromeda byla volná.
V paláci se brzy nato konala královská svatba. Do hodovní síně však vtrhl bratr krále Kéfea Fíneus, který byl předtím s Andromedou zasnoubený. Když jí však hrozilo nebezpečí, ustoupil do ústraní a nechal ji svému osudu. Nyní se domáhal svých původních práv a přivedl si i velkou družinu vojáků, aby mu pomohli Persea odstranit. Příchod Fíneův umožnila královna Kassiopeia, která poté, co nebezpečí pro její dceru pominulo, chtěla Persea zradit.
Došlo k boji, v němž se Perseus přesile statečně postavil a mnohé protivníky zdolal, když však přesila byla stále silná, Perseus vytáhl z mošny (zvané kibisis) hlavu Medúsy a všech jeho dvě stě nepřátel včetně Fínea zkamenělo.
Novomanželé potom odjeli na ostrov Serifos, kde žila Perseova matka Danaé a poté se vrátili do Argu, kde se Perseus stal králem. Andromeda mu porodila potomky jménem Persés, Alkaios, Élektryón, Sthenelos, Méstor, Heleios a Gorgofona.
Jejich pravnukem byl největší hrdina Héraklés.
Po smrti bohové přenesli Andromedu, Kassiopeiu i Kéfea na oblohu jako souhvězdí.

## Zobrazení v umění

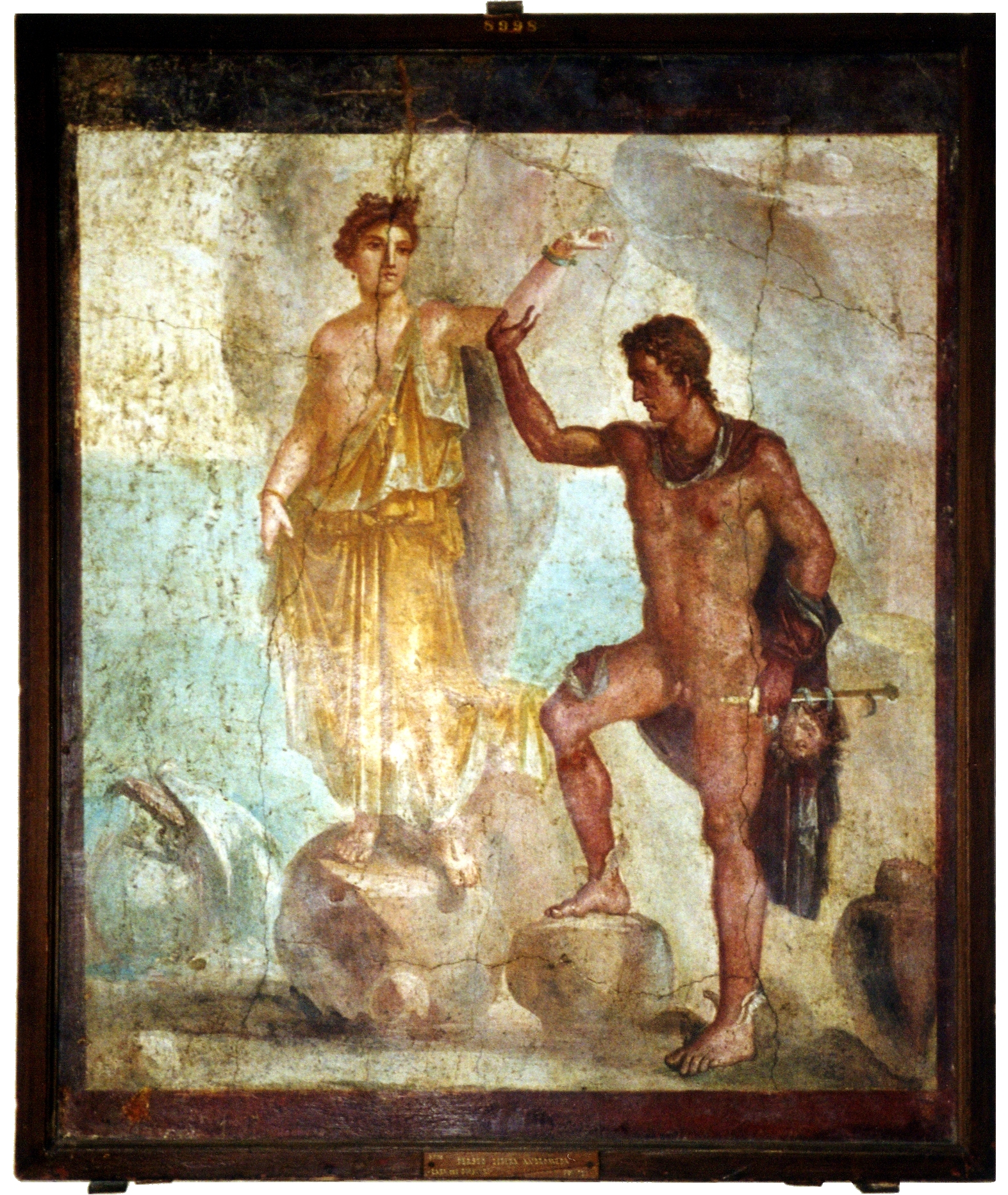
Andromeda a Perseus na fresce z Pompejí
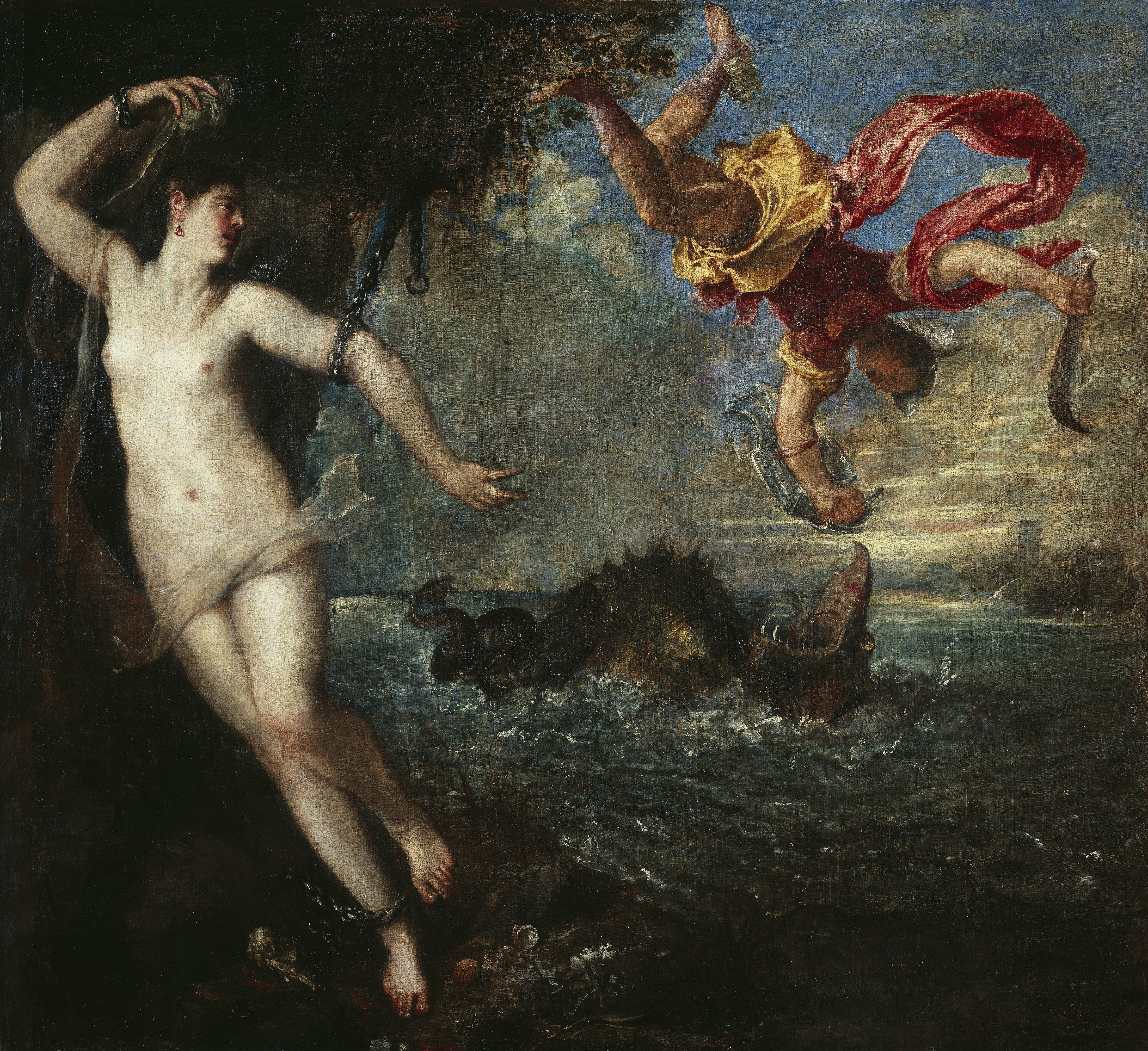
Titian (asi 1555), Wallace Collection
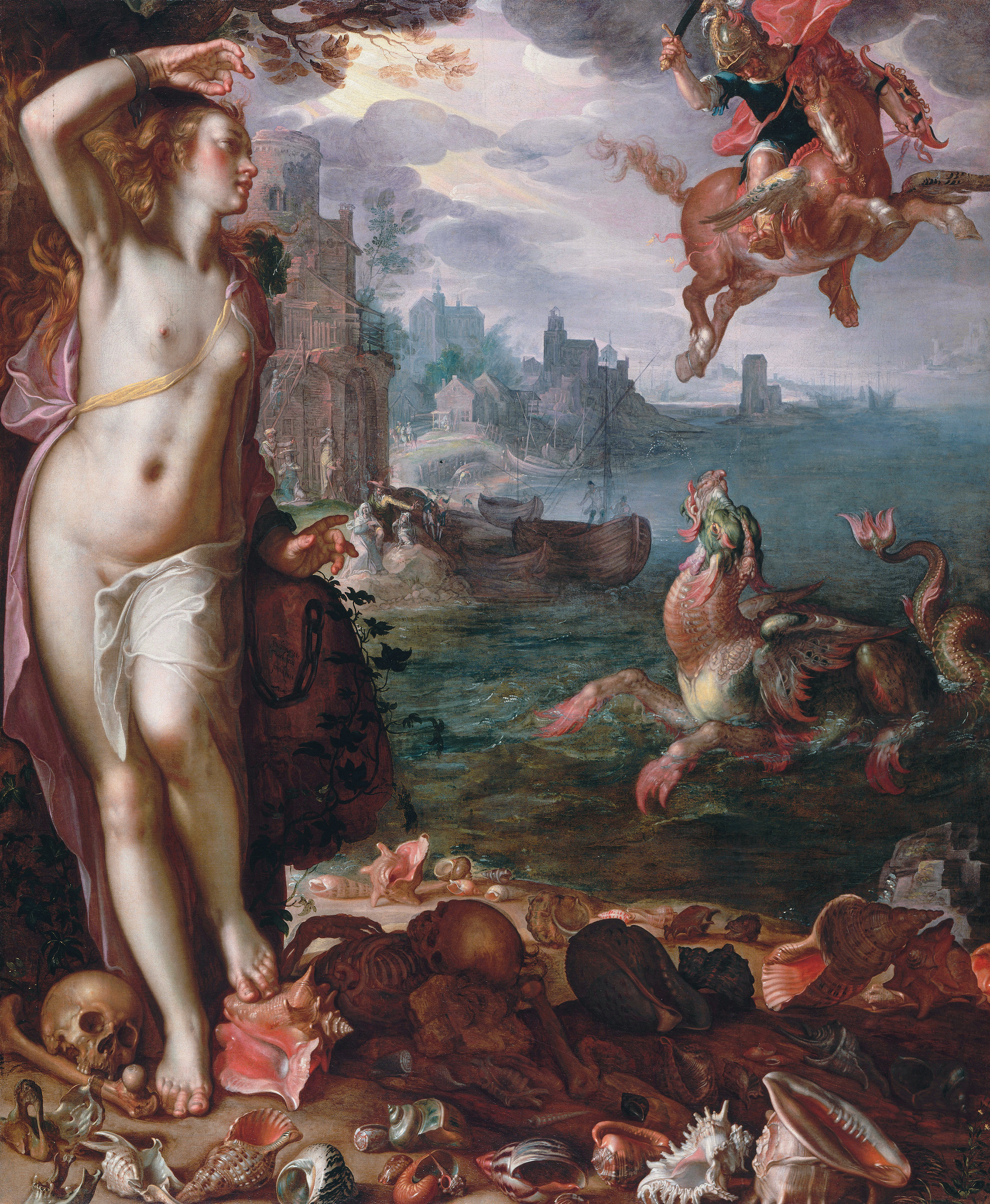
Joachim Wtewael, Louvre
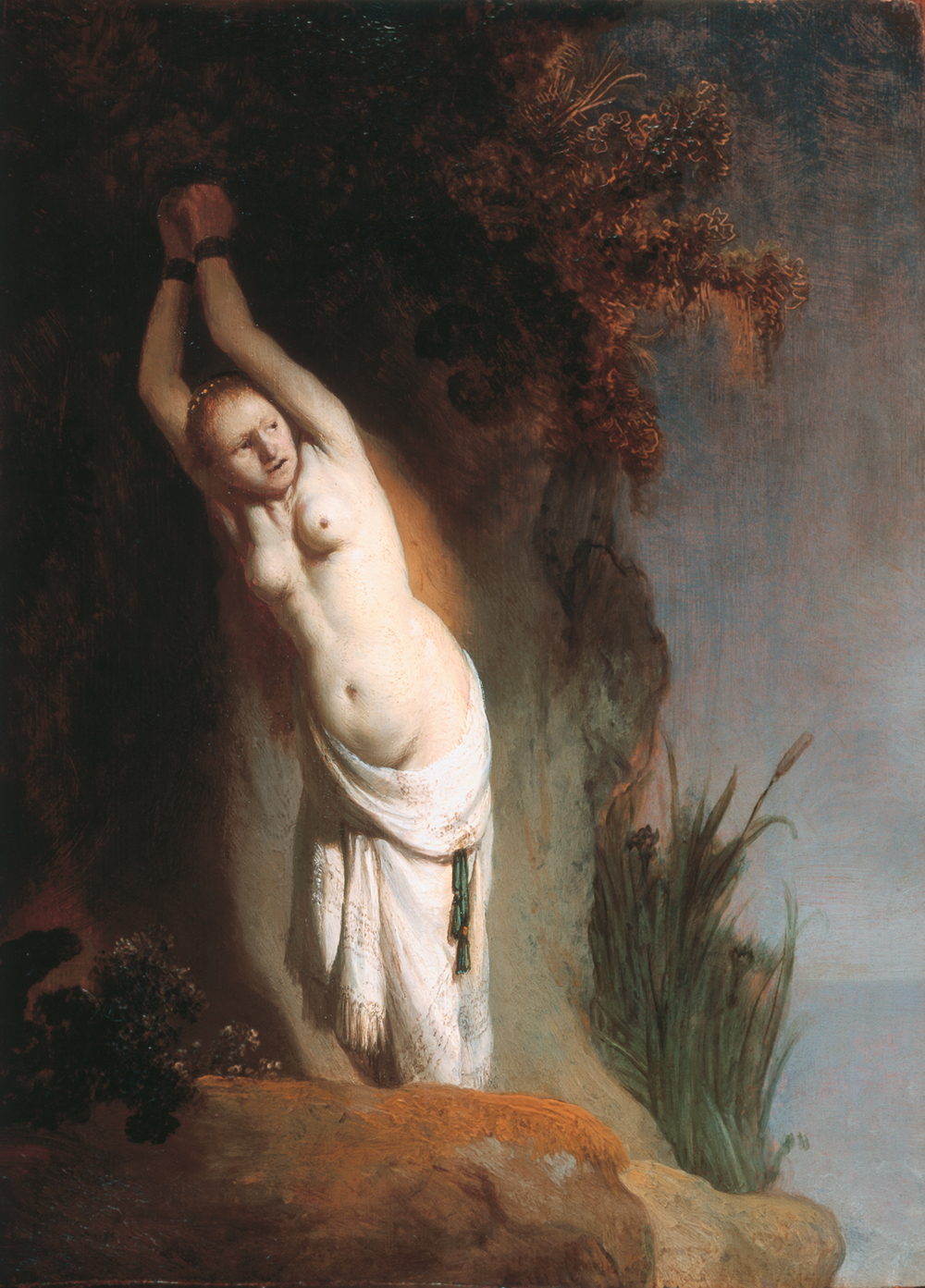
Andromeda Chained to the Rocks, Rembrandt (1630)
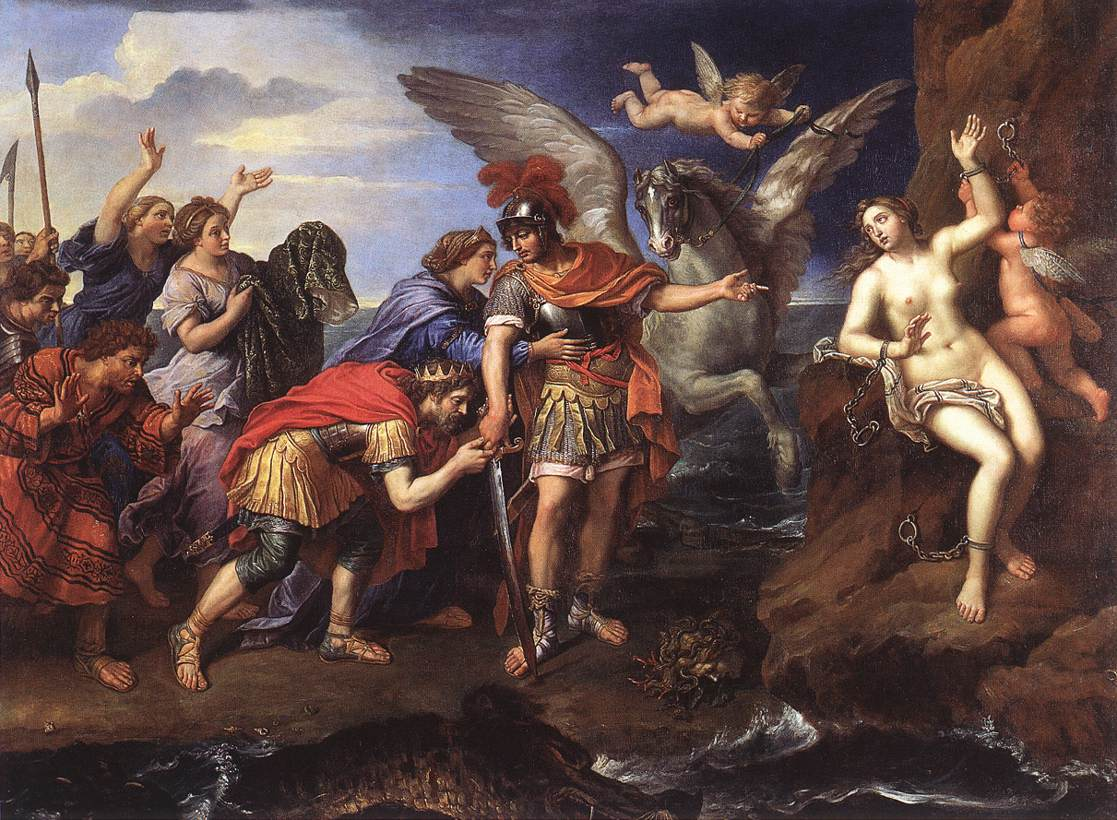
Rodiče Andromedy prosí Persea, aby ji vysvobodil, Pierre Mignard (1679)
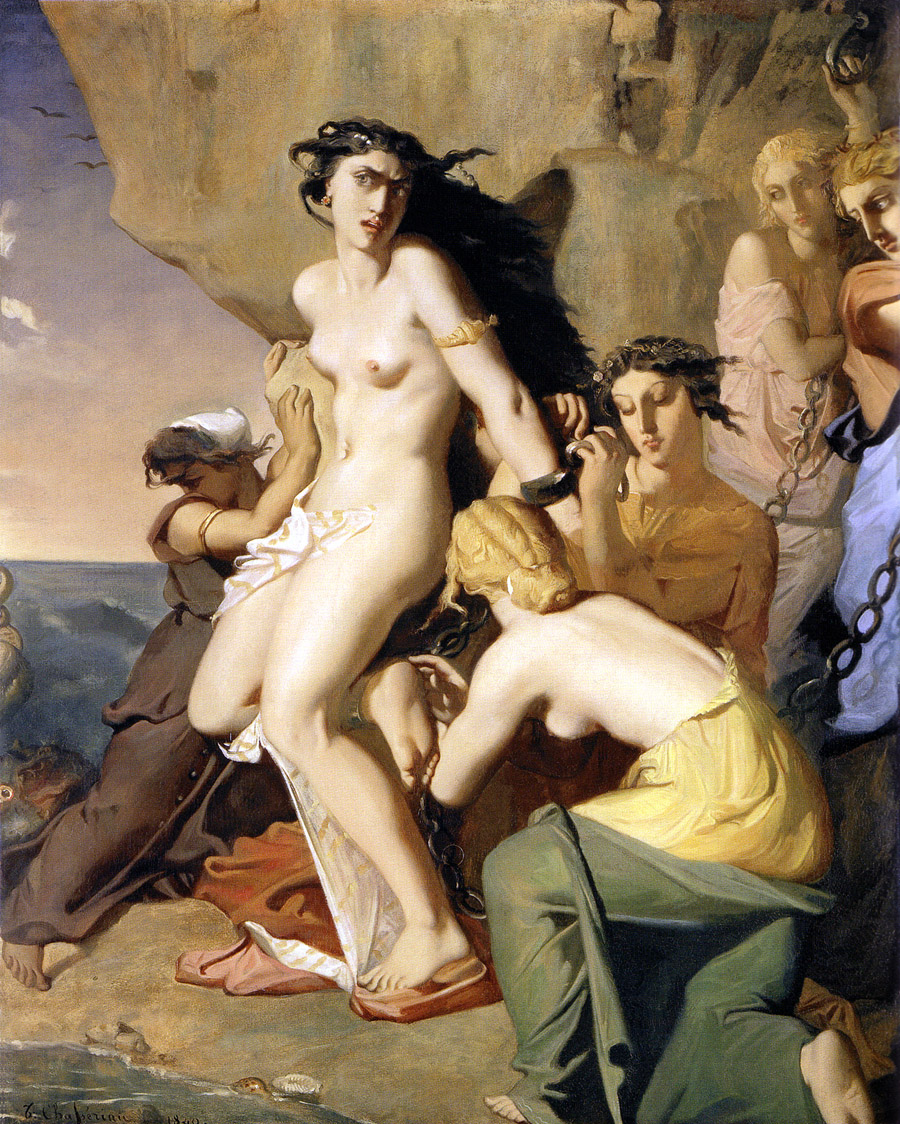
Andromeda Chained to the Rock by the Nereids, Théodore Chassériau (1840)
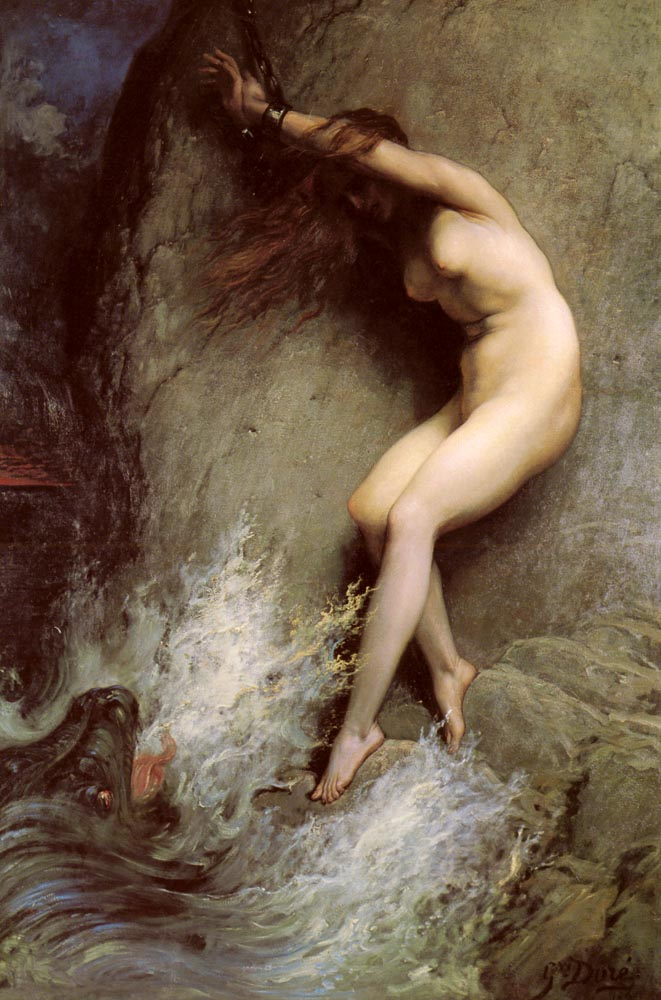
Andromeda, Paul Gustave Doré (1869)
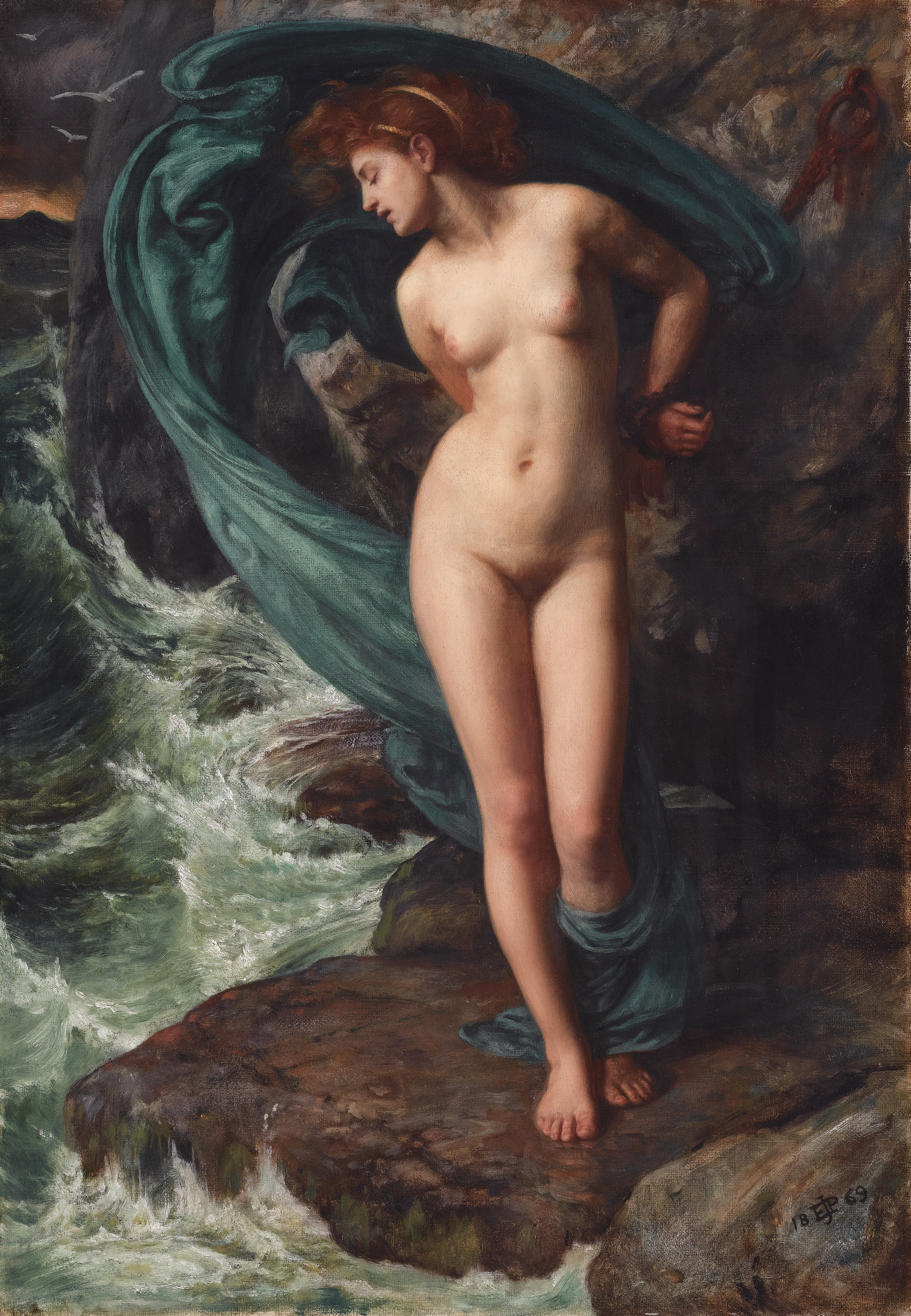
Andromeda, Edward Poynter (1869)
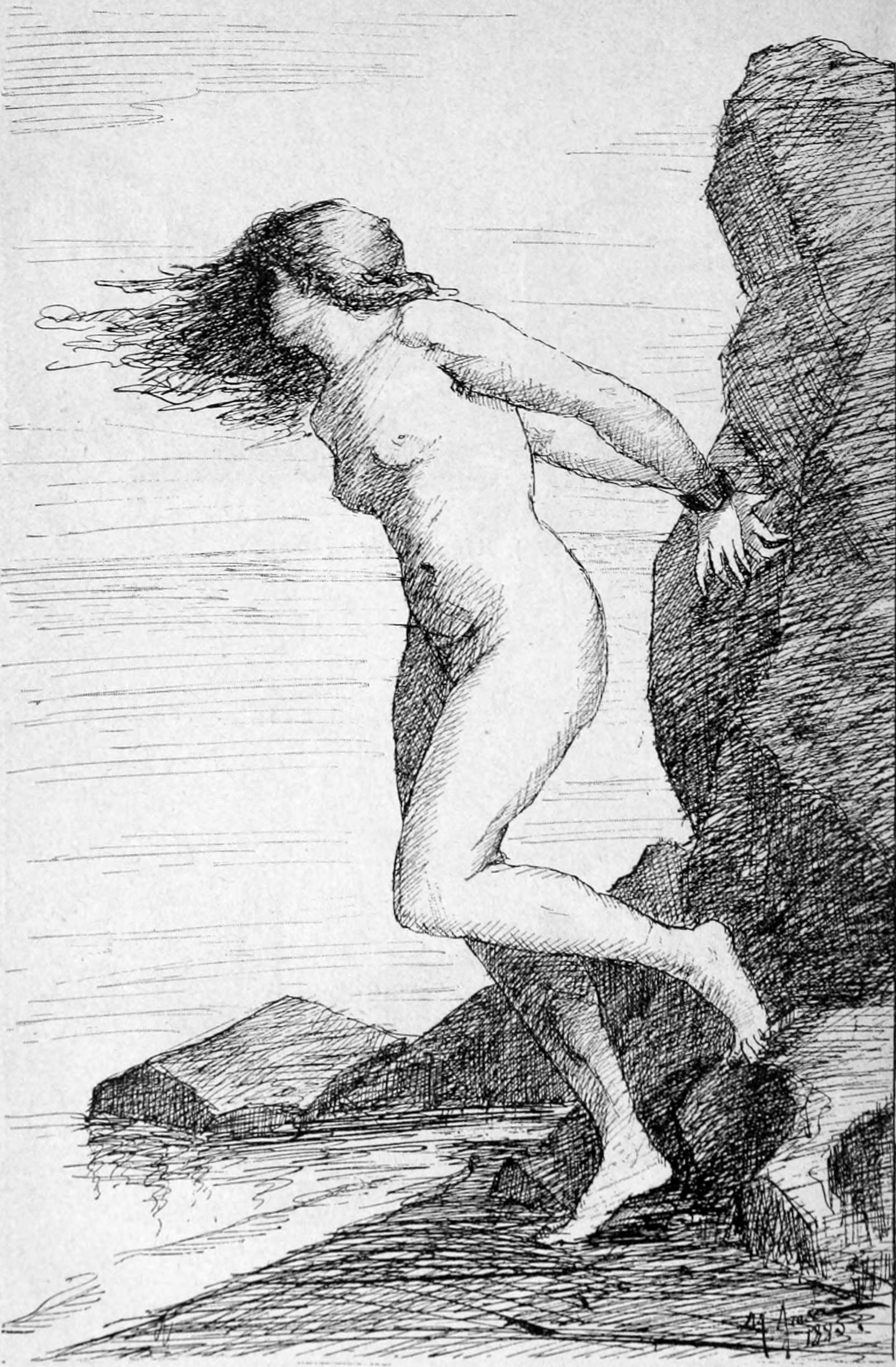
Marguerite Arosa (1892)
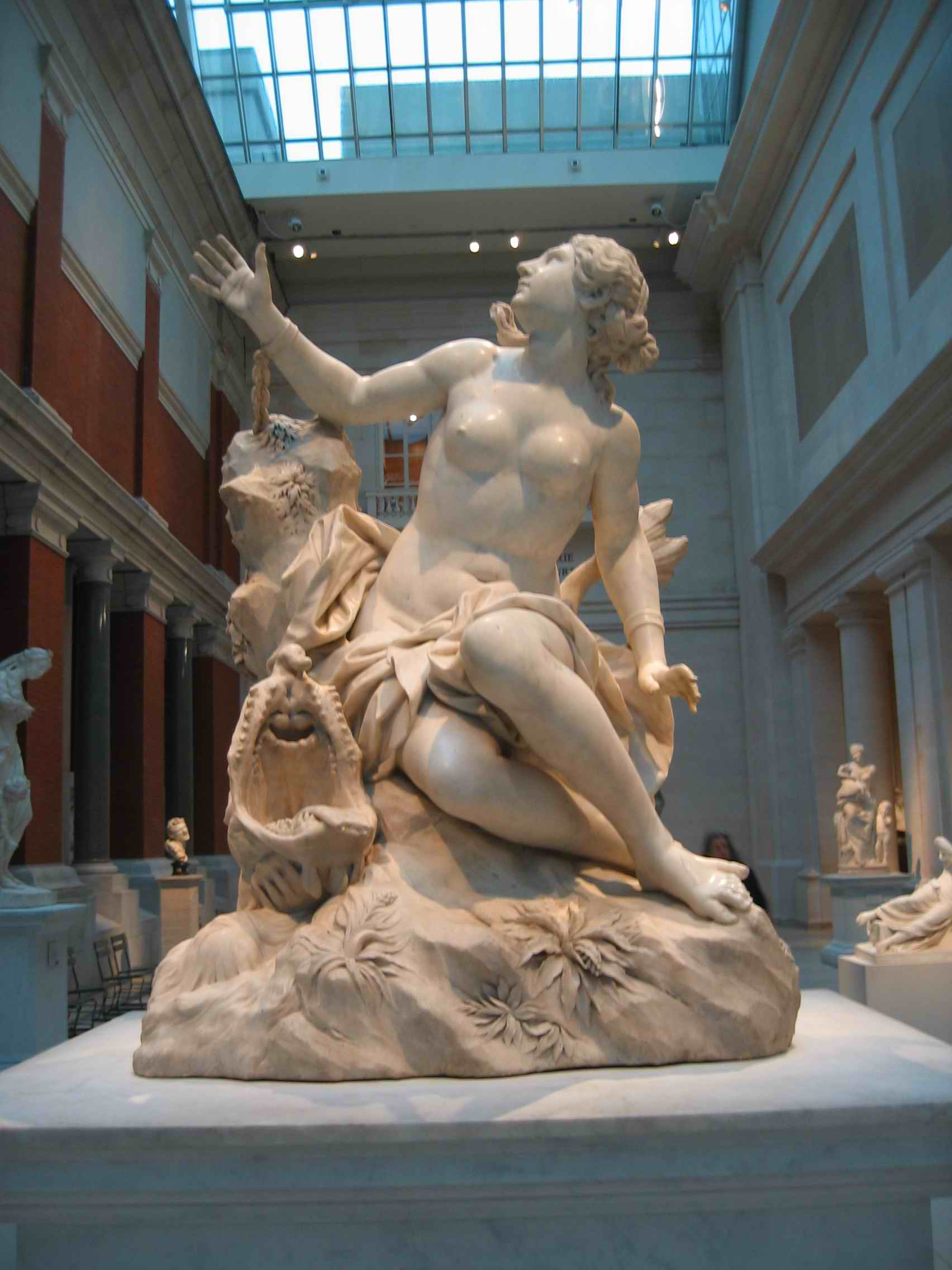
Domenico Guidi
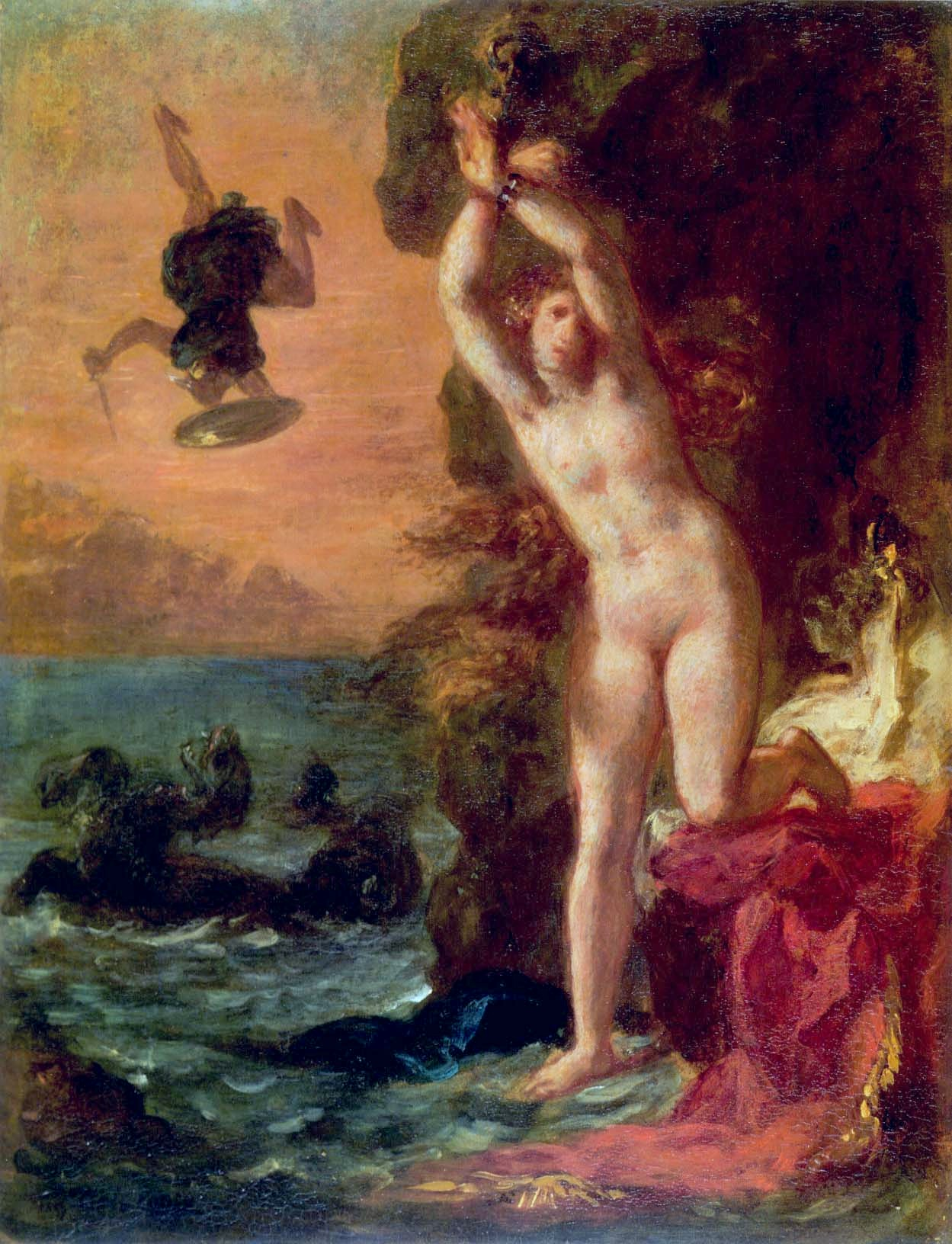
Eugène Delacroix
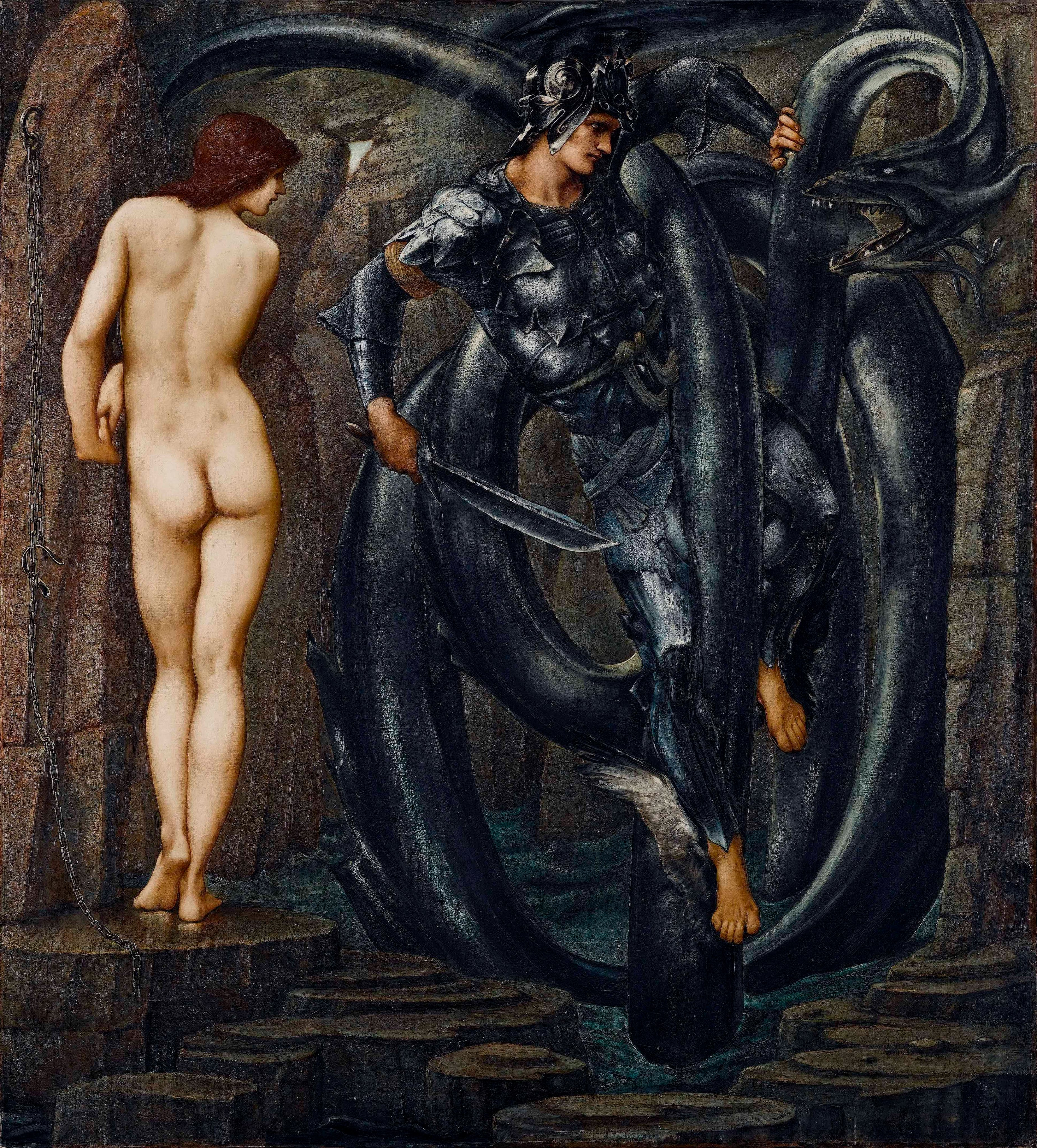
Edward Burne-Jones
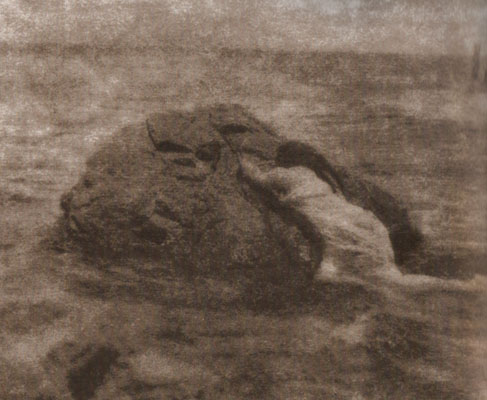
Duše v zajetí (The Soul in Bondage), Jane Reece (1911)